# Andor Weininger
Andor Weininger (* 12. Februar 1899 in Karancs, Österreich-Ungarn; † 6. März 1986 in New York City, USA) war ein in Deutschland, den Niederlanden und den USA lebender und arbeitender Künstler, Designer und Architekt.

## Leben
Als Sohn eines Musiklehrers und Organisten wurde sein Leben früh künstlerisch geprägt. Mit 16 Jahren begann Andor zu malen.
1917 begann Andor Weininger ein Jura-Studium in Pécs (Ungarn). Später studierte er an der Technischen Universität in Budapest, unterbrach dieses Studium aber aufgrund der Auswirkungen des Ersten Weltkrieges und der beginnenden Revolution in Ungarn. Von 1919 bis 1921 malte Andor Weininger in Pécs und nahm an Ausstellungen teil. Der Tod seines Vaters verhinderte die Fortsetzung seines Studiums an der Technischen Hochschule München.
Aufgrund seines künstlerischen Talents bewarb sich Weininger 1921 am Bauhaus in Weimar, wo er ab Oktober desselben Jahres studierte. In seinem ersten Semester besuchte er einen Vorkurs von Johannes Itten. Finanzielle Gründe zwangen ihn, diesen schon nach einem Vierteljahr abzubrechen, er konnte ihn später jedoch unter der Leitung von Georg Muche fortsetzen. Bis zur Auflösung des Bauhauses in Weimar studierte Andor Weininger unter der künstlerischen Leitung von Wassily Kandinsky in der Wandmalerei-Werkstatt des Bauhaus-Theaters. Ab 1922 gehörte Weininger zum De-Stijl-Kreis, dessen Leitfigur der niederländische Konstruktivist Theo van Doesburg war. Weininger wirkte im Bauhaus als Musiker, Bühnenbildner, Texter und Alleinunterhalter bei Bauhaus-Tanzabenden. Im Frühjahr 1924 gründete er mit Hanns Hoffmann-Lederer, Rudolf Paris und Heinrich Koch die Bauhauskapelle, die größtenteils auf selbst gebauten Musikinstrumenten freie Kompositionen darboten.  Die Kapelle gehörte in der zweiten Hälfte der 1920er Jahre zu den bekanntesten Jazz-Bands in Deutschland.
Nach der Auflösung des Bauhauses in Weimar 1925 arbeitete Weininger bei dem Vater seines Freundes Josef (Sepp) Maltan in Schönau und Berchtesgaden als Maler und Innenausstatter, zog aber bald wieder in das ungarische Pécs. Der Bitte von Walter Gropius folgend, kehrte Weininger schon bald an das mittlerweile nach Dessau übergesiedelte Bauhaus zurück. Zur Neueröffnung des Bauhauses in Dessau am 4. Dezember 1926 führte Andor Weininger erstmals seine musikalische Clownerie in einem von Oskar Schlemmer entworfenen Clownskostüm auf. Von 1925 bis 1928 war Andor Weininger Mitglied der Bühnenwerkstatt und maßgeblich beteiligt an den Bauhaus-Tänzen. Mit der Eröffnung der Architektur-Abteilung des Bauhauses 1927 entwarf Andor Weininger als Antwort auf das konventionelle Raumtheater einen der utopischsten Theaterbauten seiner Zeit – das Kugeltheater.
Im April 1928 verließ Weininger das Bauhaus und Dessau. Zusammen mit der ehemaligen Bauhaus-Studentin und ausgebildeten Kunsttischlerin Eva Fernbach arbeitete er bis 1938 als Architekt und Designer in Berlin. Ihr Freundeskreis zu dieser Zeit umfasste prominente Künstler wie Walter Gropius, Lázló Moholy-Nagy und Oskar Schlemmer. 1931 heirateten Andor Weininger und Eva Fernbach. Mit der Regierungsübernahme durch die Nationalsozialistische Deutsche Arbeiterpartei (NSDAP) 1933 und der Errichtung einer Diktatur in Deutschland verschlechterte sich ihre Auftragslage erheblich. Ihre Architektur war nicht mit dem neu propagierten „Heimatstil“ der Nationalsozialisten vereinbar.
Erst im Dezember 1938 entschloss sich das Ehepaar Weininger, mit ihrer Tochter Cornelia in die Niederlande zu emigrieren. Die Übersiedlung nach Großbritannien scheiterte im September 1939 am Ausbruch des Zweiten Weltkriegs. Die Weiningers ließen sich zunächst in Scheveningen nieder, nach der Evakuierung der Stadt 1942 siedelten sie nach Amsterdam über, wo Andor Weininger bis 1951 wieder als Maler und Illustrator arbeitete.
Von 1948 bis 1951 beteiligte sich Andor Weininger an vielen Ausstellungen und wurde Mitglied der Federatie van Beroepsverenigingen van Kunstenaars (1949) und der Künstlergruppe Creatie (1950).
1951 wanderten die Weiningers nach Toronto (Kanada) aus, da ihre Einreise in die USA nicht genehmigt wurde. In Toronto war er also Kunstler sehr produktiv und hat in 1956 seine einzige monographische Ausstellung, beim Eglinton Gallery. 1958 gelang die Übersiedlung nach New York City. Zur ersten umfassenden Bauhaus-Ausstellung 1968 im Württembergischen Kunstverein wurden Weiningers mechanische Bühnen-Revue und das Kugeltheater ausgestellt. Bis 1971 wanderte diese Ausstellung um die ganze Welt. Andor Weininger stellte seine Werke auch auf Ausstellungen in den USA aus. In Atlanta, Houston und San Diego war Andor Weininger mit zwölf Werken im Rahmen der Bauhaus-Colour vertreten. Von 1978 bis 1984 wurden die Bauhaus-Tänze in enger Zusammenarbeit mit ihm rekonstruiert und aufgeführt.